# Stöcke
Stöcke is een plaats in de gemeente Umeå in het landschap Västerbotten en de provincie Västerbottens län in Zweden. De plaats heeft 477 inwoners (2005) en een oppervlakte van 46 hectare. De plaats ligt ongeveer 10 kilometer ten zuiden van de stad Umeå, de directe omgeving van de plaats bestaat uit een landschap van afwisselend landbouwgrond en bos.